# Agathonikos von Tarsos
Agathonikos von Tarsos (latinisiert auch Agathonicus Tarsensis) war ein fiktiver theologischer Autor, Theologe und Bischof von Tarsos des 5. Jahrhunderts (Pseudonym), dem sechs in koptischer Sprache erhaltene Traktate dogmatischen und apologetischen Inhaltes zugeschrieben werden.

## Leben und Werk
Agathonikos von Tarsos soll konkret folgende Traktate verfasst haben:
1. De fide (ein Glaubensbekenntnis)
2. De resurrectione (Über die Auferstehung)
3. Disputatio cum Iustino de resurrectione (Streitgespräch mit Justin über die Auferstehung)
4. Dialogus cum Stratonico (gegen die Zweifel des Kilikiers Stratonicus an der göttlichen Vorsehung).
5. De incredulitate (Über den Unglauben)
6. Contra Synodum Chalcedonensem (Gegen das Konzil von Chalcedon)

Unklar in der Forschung ist, ob diese Werke einen repräsentativen Eindruck der theologischen Diskussionsthemen in der ägyptischen Mönchswelt des 5. Jahrhunderts vermitteln. Die Werke wurden wahrscheinlich zu Beginn des 5. Jahrhunderts im Umfeld des Evagrios Pontikos in griechischer Sprache verfasst und später mit abändernden Erweiterungen (z. B. Umformung des Glaubensbekenntnisses im anthropomorphistischen Sinne im ägyptischen Weißen Kloster Sohag) ins Koptische übertragen oder direkt von einem monophysitischen Mönch Ende des 5. Jahrhunderts in koptischer Sprache verfasst.